# 17 Hertz Studio

Логотип 17 Hertz Studio

17 Hertz Studio (ранее была известна как One on One Recording) — студия звукозаписи расположенная в Лос-Анджелесе, в центре района NoHo Arts District.

## История

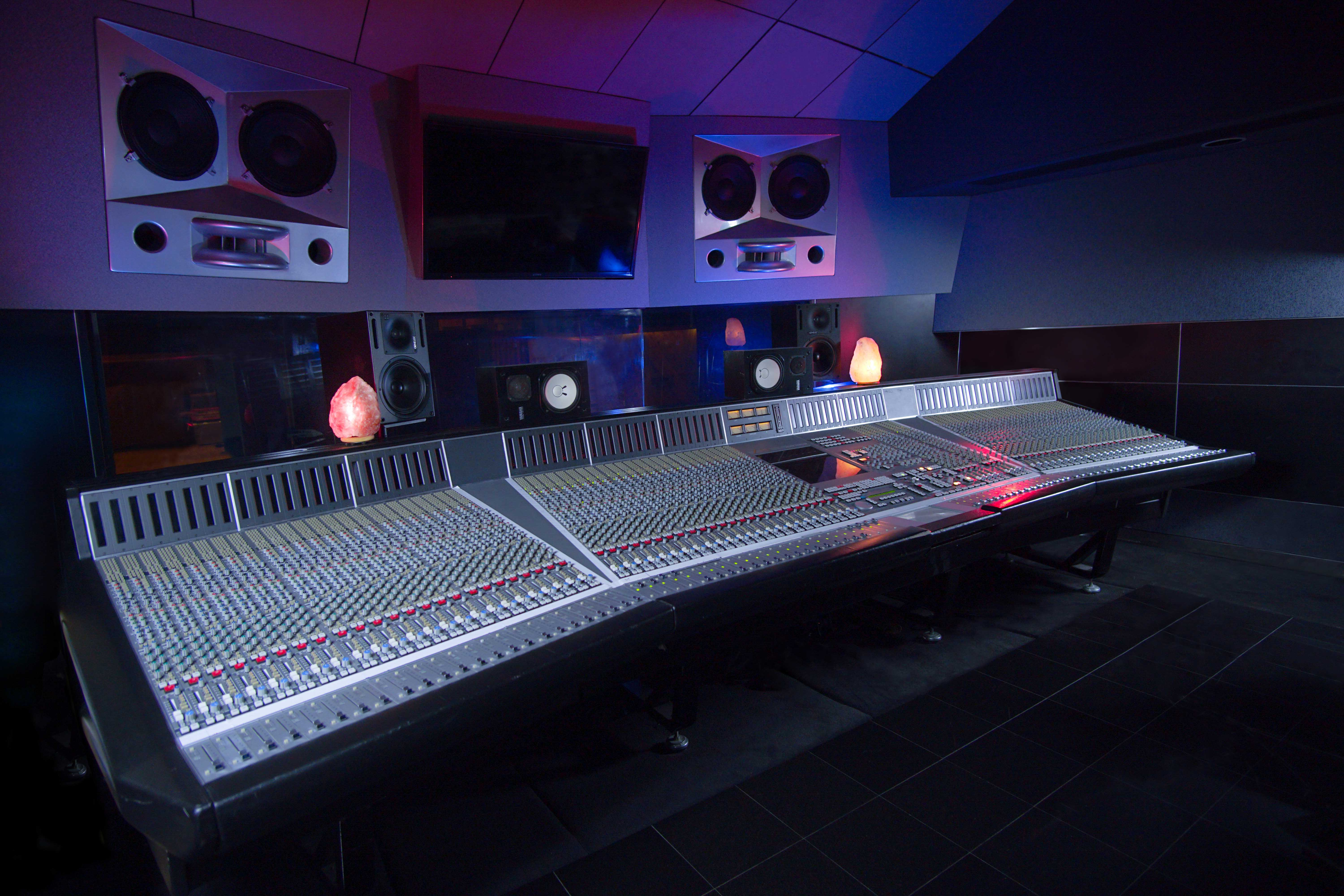
Диспетчерская в «Блоке А»

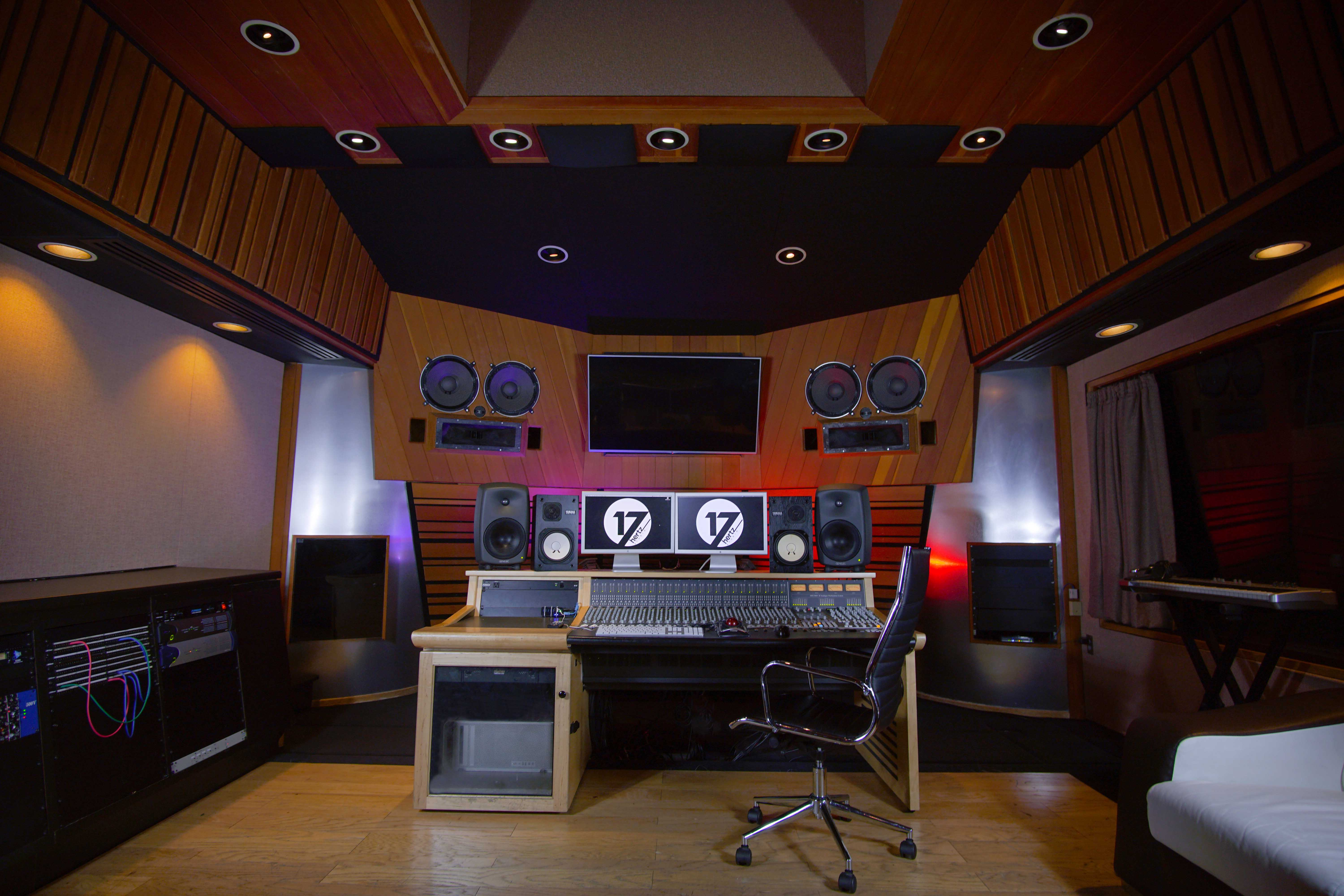
Диспетчерская в «Блоке Б»

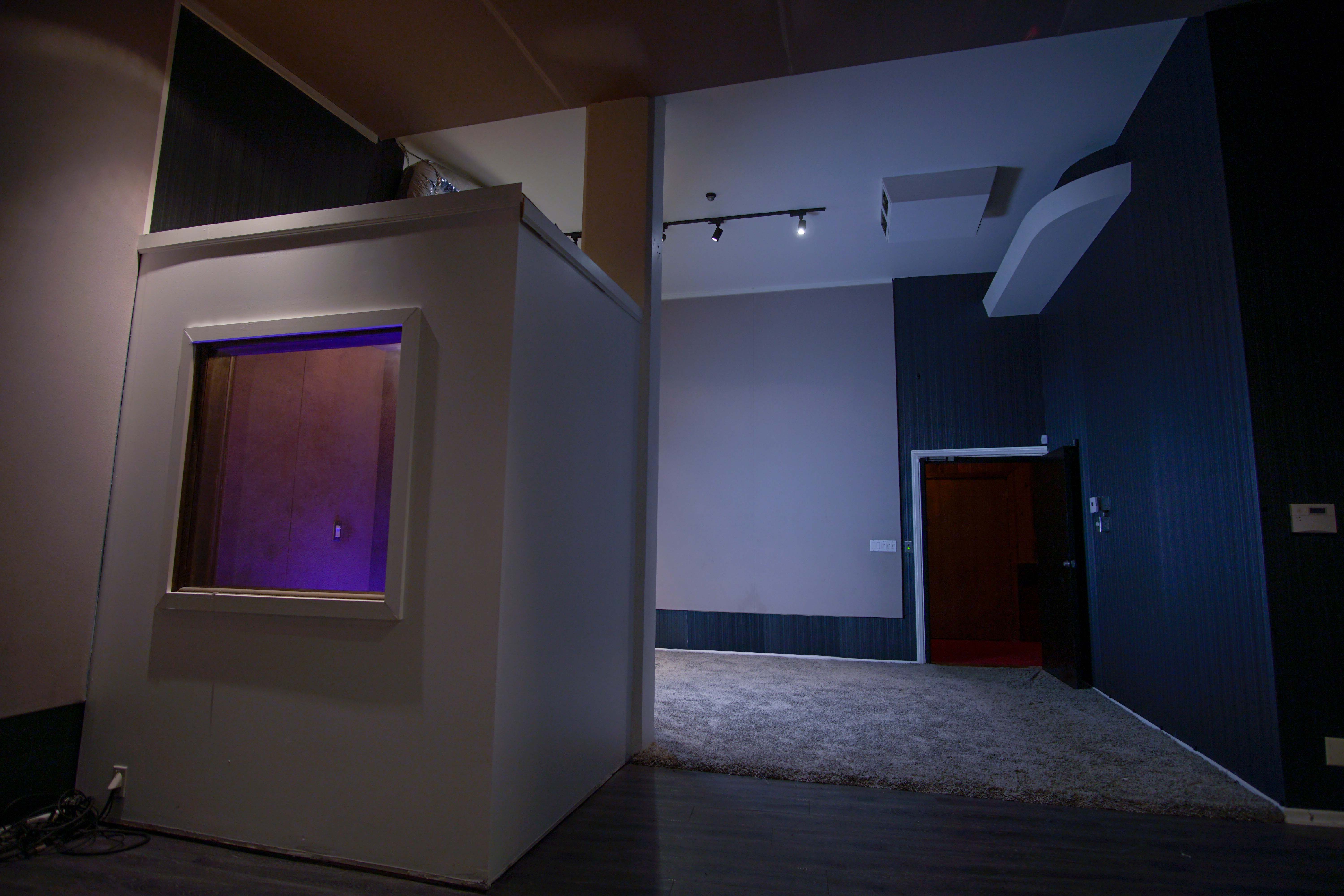
Помещения «Блока С»

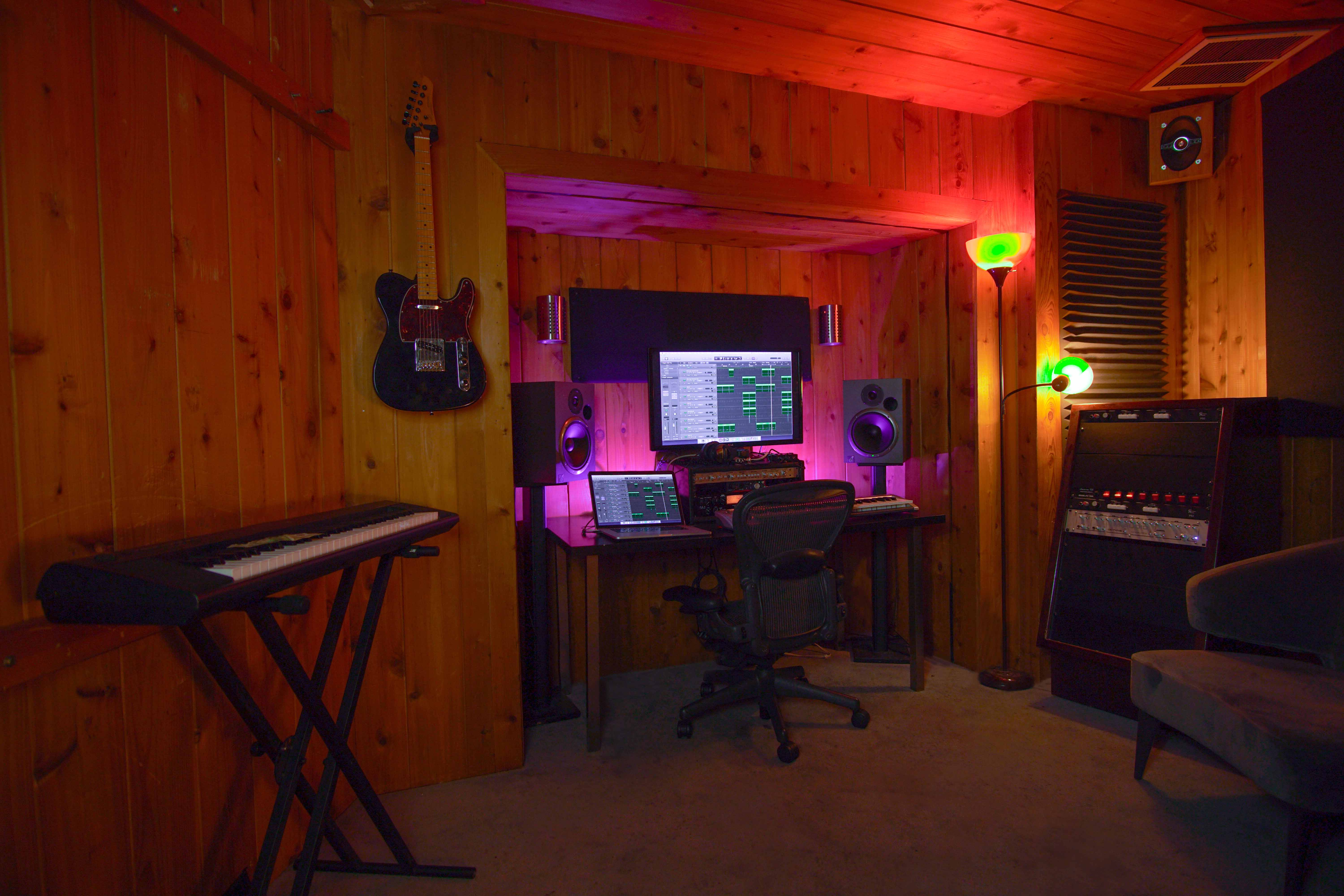
Продюсерская комната

Долгое время студией владел Джим Дэвид (сын поэта Хэла Дэвида). Студия прославилась как помещение для создания «лучшего звучания ударных в Лос-Анджелесе» и высоко ценилась в музыкальных кругах после записи в её стенах одноимённого альбома группы Metallica — также известного как The Black Album — получившего 16-кратный «платиновый» статус.
Помещения студии фигурируют в документальном фильме о создании The Black Album — «A Year and a Half in the Life of Metallica».
В этой студии были записаны такие известные альбомы, как ...And Justice for All (Metallica), When the Pawn... (Фиона Эппл), Crazy Nights и Psycho Circus (KISS), а также Dirt (Alice in Chains).
Популярность студии вызвала интерес у японского рок-музыканта Ёсики Хаяси, барабанщика хэви-метал-группы X Japan. Он попытался забронировать студию для записи материала, однако получил ответ, что ему придётся ждать больше года из-за длинного списка забронированных мест. В итоге, Ёсики купил студию в 1993 году, превратив её в свою частную студию звукозаписи и впоследствии переименовав в Extasy Recording Studio.
В 2012 году компания 17 Hertz LLC выкупило студийное помещение, закупив новое оборудование и переименовав его в 17 Hertz Studio.

## Клиенты студии
Среди исполнителей, записывавшихся в студии были: Metallica, KISS, Alice in Chains, Майкл Джексон, Джими Хендрикс, The Temptations, Хэл Дэвид, Берт Бакарак, Дайон Уорвик, Майкл Макдональд, Megadeth, Heart, Сэмми Хагар, Bad English, Этта Джеймс, Арета Франклин, Mötley Crüe, Том Петти, Лита Форд, A Perfect Circle, Poison, Earth, Wind & Fire, Dirtyphonics и Sullivan King.
Среди текущих клиентов студии фигурируют: Эйкон, Alex da Kid, Birdman, Bone Thugs-N-Harmony, Boyz II Men, Си Ло Грин, Goodie Mob, Chance the Rapper, Crooks & Castles, Deezle, French Montana, Гарет Эмери, Jabbawockeez, Льюис Хэмилтон, Mann, Марк Ронсон, Принц Ройс, Рэй Далтон, Рита Ора, Скайлар Грей, Stalley, Orgy, T.I., Tyler, The Creator, Вайклеф Жан, Холзи, Lido, Papa Roach, Jeremih, Lil Yachty, Taking Back Sunday, BJ the Chicago Kid, Зендая и YG. также у студии заключены эксклюзивные контракты с лейблами: Universal Music Group, Def Jam, Mo Town, Interscope, Atlantic Records, BMG Chrysalis, Warner Music Group и Sony Music.

## Помещения студии

### Студия А
17 Hertz Studio («Блок А») пользуется популярностью благодаря своему центральному помещению (Live Room) площадью 2,148 кв. футов, одного из крупнейших в Лос-Анджелесе. К услугам клиентов предоставлен рояль Yamaha C7. «Блок А» также включает в себя 414 кв. футов диспетчерской (Control Room), помещение для отдыха и две изолированные кабины для записи. В диспетчерской расположена консоль марки SSL j9080 80, которая была приобретена у музыканта Брайана Адамса (из его частной студии The Warehouse Studio). Система мониторинга звука оснащена оборудованием марки Custom Augspurger DSP System  с двумя динамиками 15" (по 500 ватт) и двумя сабвуферы 18" (по 1000 ватт). Также в студии размещено программное обеспечение «Pro Tools 10 & 11» на компьютере Apple Mac Pro.

### Студия B
Дизайн «Блока B» был разработан Ричардом Лэндисом как точная копия его домашней студии The Grey Room. Помещение включает просторную диспетчерскую, зал для записи, комнату для технического оборудования и отдельную кабинку для записи вокала. Диспетчерская оснащена консолью марки SSL AWS 900+SE 24 канальным микшерным пультом. Система мониторинга звука оснащена оборудованием марки QSC Q-Sys DSP с двумя динамиками 15" и сабвуферми размера 18" с каждой стороны, всё это дополняется 6-канальным усилителем фирмы JSX Audio.

### Студия С
«Блок С» представляет собой помещение площадью 483 кв. футов, которое включает в себя микшерную/производственную зону, комнату отдыха и кабинку для записи вокала.

### Другие помещения
Также в студии есть ряд отдельных продюсерских комнат с оборудованием для обработки звука, и несколько зон отдыха.